# Мухина, Евстолия Григорьевна
Евсто́лия Григо́рьевна Му́хина (6 ноября 1918, Тыгыде Морко, Царевококшайский уезд, Казанская губерния, РСФСР — 11 августа 2003, Йошкар-Ола, Россия) — советский педагог. Учитель русского языка и литературы, завуч Моркинской средней школы Марийской АССР (1956—1965). Заслуженный учитель школы РСФСР (1964).

## Биография
Родилась 6 ноября 1918 года в деревне Тыгыде Морко ныне Моркинского района Марий Эл в семье учителя.
В 1936 году окончила Аринскую школу крестьянской молодёжи, а в 1938 году — Марийский педагогический институт имени Н. К. Крупской.
В 1938—1947 годах — учитель русского языка и литературы, завуч Пайгусовской школы Горномарийского района Марийской АССР. В 1947—1954 годах — учитель русского языка и литературы, завуч Больше-Кожлаяльской школы Моркинского района Марийской АССР. В 1954—1956 годах заведовала педагогическим кабинетом Моркинским роно. В 1956—1965 годах — учитель русского языка и литературы, завуч Моркинской средней школы, с 1967 года — учитель музыкально-художественной школы-интерната № 1 в Йошкар-Оле.
За достойные успехи в области образования и воспитания подрастающего поколения в 1964 году ей присвоено почётное звание «Заслуженный учитель школы РСФСР». Награждена медалями, в том числе медалями ««За доблестный труд в Великой Отечественной войне 1941―1945 гг.» и «За трудовое отличие».
С 1964 году в Маркнигоиздате вышла в свет книга А. А. Белянина, посвящённая заслуженному учителю школу РСФСР Е. Г. Мухиной.
Скончалась 11 августа 2003 года в Йошкар-Оле.

## Признание заслуг
- Заслуженный учитель школы РСФСР (1964)[2][3][4]
- Медаль «За трудовое отличие» (1950)[2][3][4]
- Медаль «За доблестный труд в Великой Отечественной войне 1941—1945 гг.»[4]